# Moise Kisling

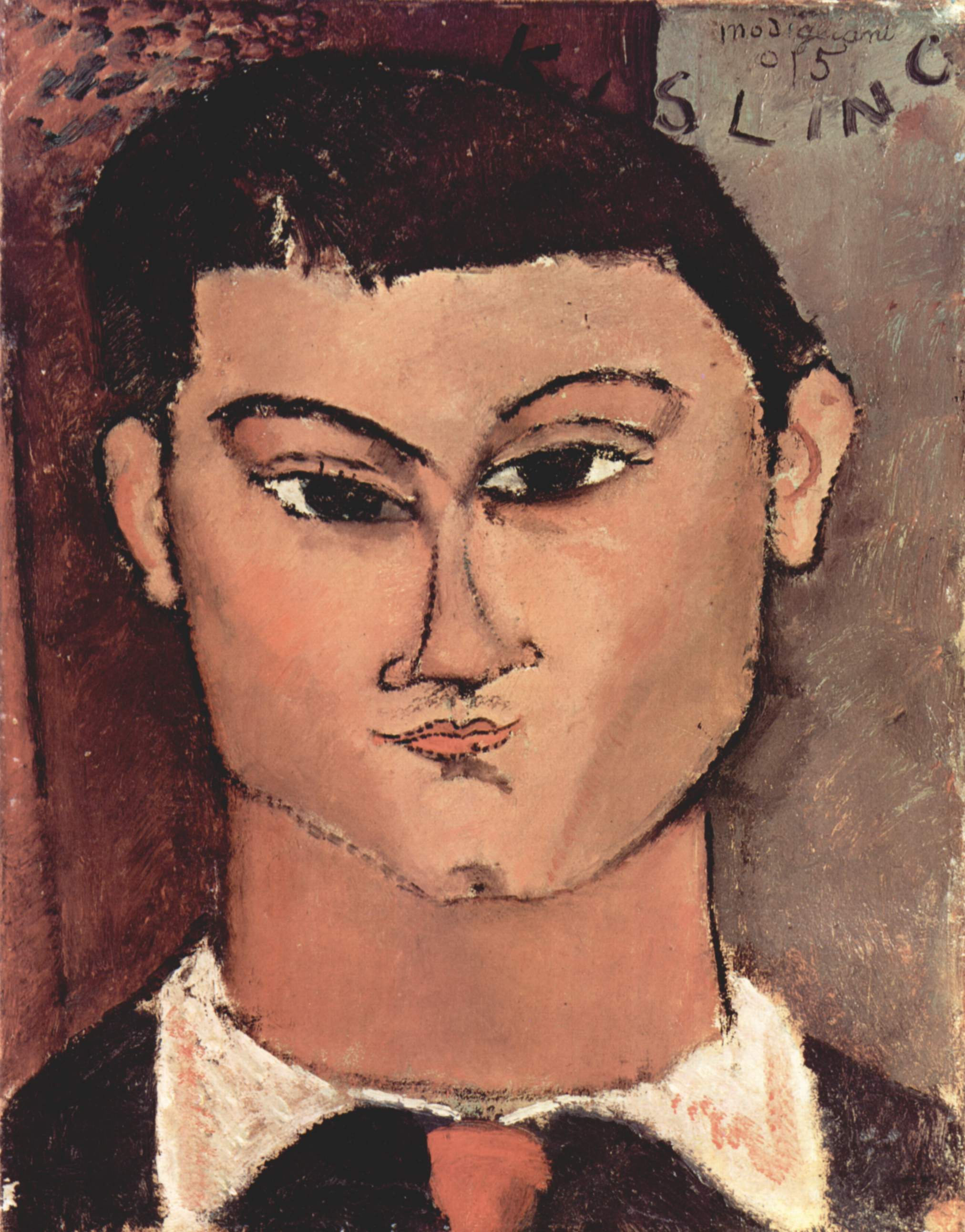
Amedeo Modigliani: Porträt von Moise Kisling (1915)

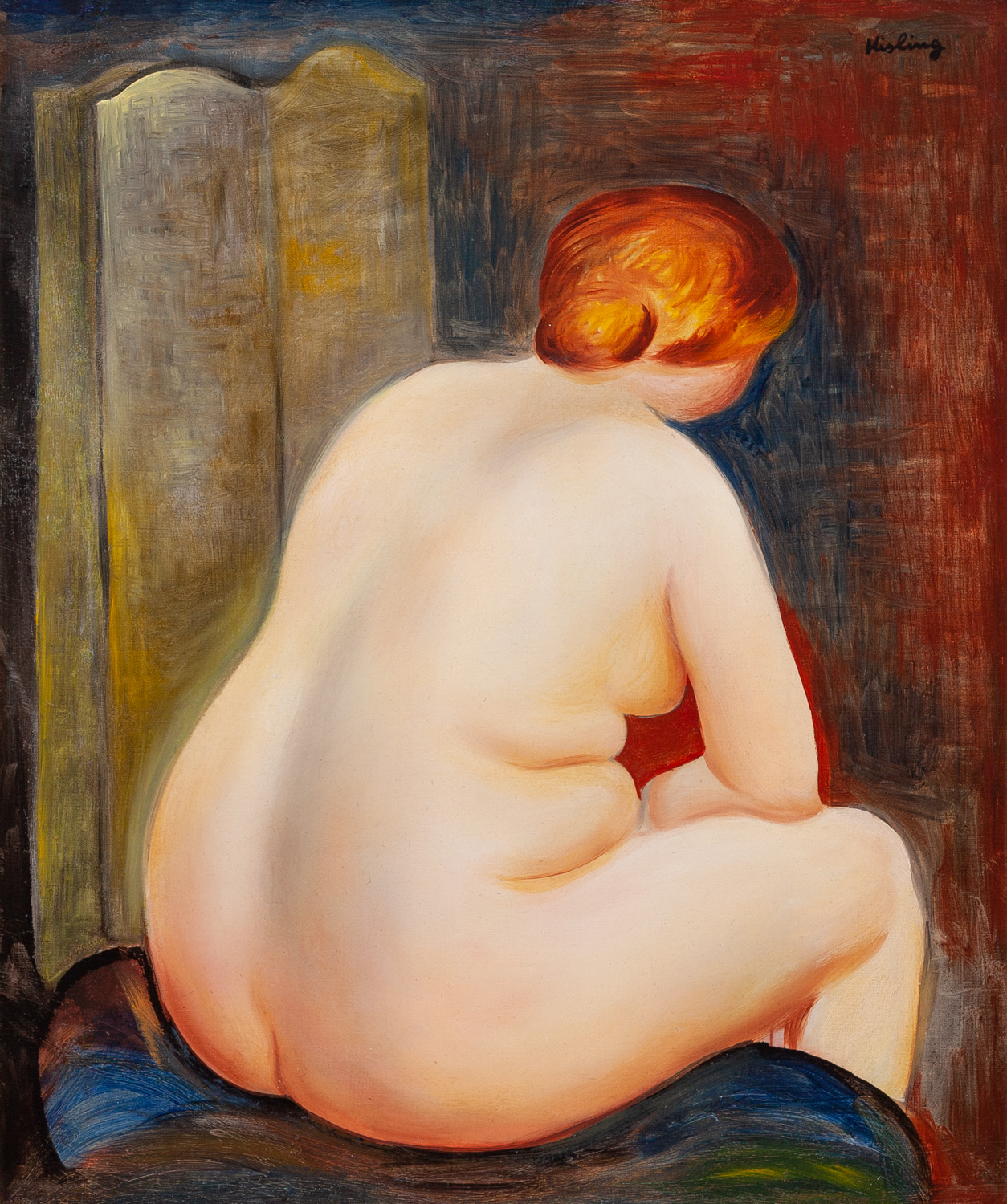
Kiki de Montparnasse (1925)

Moise Kisling (* 22. Januar 1891 in Krakau, Österreich-Ungarn; † 29. April 1953 in Sanary-sur-Mer, Département Var, Provence-Alpes-Côte d’Azur, Frankreich), französische Namensform Moïse Kisling, war ein französischer Maler polnisch-jüdischer Herkunft.

## Leben
Mojźesz Kisling studierte an der Akademie der Schönen Künste Krakau, wo er ermuntert wurde, nach Paris zu gehen, welches damals das Zentrum künstlerischer Kreativität war.
1910 zog Kisling in den Pariser Stadtteil Montmartre und einige Jahre später in das Viertel Montparnasse. Bei Beginn des Ersten Weltkriegs meldete er sich freiwillig zum Dienst in der französischen Fremdenlegion und 1915 wurde er schwer verwundet in der Somme-Schlacht, wofür ihm die französische Staatsbürgerschaft verliehen wurde.
Kisling lebte und arbeitete im Viertel Montparnasse, wo er in der Künstlersiedlung La Ruche verkehrte. Er war mit vielen seiner Zeitgenossen befreundet, einschließlich seinem Nachbarn Amedeo Modigliani, der ihn 1916 malte (heute im Musée d’art moderne de la Ville de Paris). Eine Zeit lang wohnte er mit Władysław Jahl zusammen. Der in seinen Landschaftsmalereien verwendete Stil ist dem von Marc Chagall ähnlich, aber er war ein Meister der Darstellung des weiblichen Körpers, und seine surrealen Aktbilder und Porträts fanden den größten Beifall.
Zum Jahreswechsel 1938/1939 war Kisling mit der nach Frankreich emigrierten Eva Busch befreundet.
Nach der Besetzung Frankreichs im Zweiten Weltkrieg floh Kisling in die USA, da er als Jude in Frankreich vor dem Zugriff der Deutschen nicht sicher war.
Die größte Sammlung von Kislings Werken befindet sich im Musée Petit Palais in Genf.

## Bilder (Auswahl)
- Nu assis (Kiki de Montparnasse)
- Portrait de Madeleine Lebeau
- Woman in a Shawl
- Paysage de Sanary
- Femme espagnole
- Jeune femme blonde
- Femme nue assise
- Nu allongé
- Port de Tamaris
- Portrait de jeune fille brune
- Buste nu couché
- Femme en intérieur